# 老人味
老人味（日语：加齢臭，かれいしゅう）是中老年特有的體味的俗称。
2000年12月11日，资生堂研究中心研究员土師信一郎等人发现了高龄者體味的一个原因是叫2-壬烯醛（C9H16O）的成分。这种體味成分有青草气味和油性的气味。这种气味不但有男性的体臭，而且本来在老年女性的体臭研究中，这种成分也被发现。
主要是四十岁以上的男人会有这种成分在体中形成。棕櫚油酸（9-十六碳烯酸）是发生壬烯醛的成分。单纯的9-十六碳烯酸没有臭味。但是把9-十六碳烯酸氧化分解后就会产生壬烯醛。不纯的9-十六碳烯酸会发出蜡烛、乳酪、旧书那样的臭味。吸烟者比不吸烟者所释放的这种体臭更为浓烈。为了抑制壬烯醛，抑制壬烯醛的基本成分脂肪酸分解氧化还原剂和抗菌药很有效。用机能性香料或者明矾溶液一定程度上能抑制加龄臭。
雄性荷尔蒙促进皮脂腺发育，增加皮脂大量分泌。结果，老人味的原因成分壬烯醛就大量发生，因此有一股老人味。雌性荷尔蒙有一种氧化抑制的效果，因此脂肪酸不容易氧化，所以女性几乎没有老人味。 
獅王对从二十几岁到三十几岁的男人特有的體味进行了研究。根据这个研究结果，主要2-壬烯醛（C9H16O）臭味不同的壬酸是老人味的主要原因。这个物质主要在三十几岁的男性中明显增加。